# Macrodactylus longipes
Macrodactylus longipes är en skalbaggsart som beskrevs av Hermann Burmeister 1855. Macrodactylus longipes ingår i släktet Macrodactylus och familjen Melolonthidae. Inga underarter finns listade i Catalogue of Life.